# Casa Clara
La Casa Clara és una obra d'Almacelles (Segrià) inclosa a l'Inventari del Patrimoni Arquitectònic de Catalunya.

## Descripció
Casa entre mitgeres de planta baixa, pis i golfes i coberta a un vessant, amb el carener paral·lel a la façana principal. Les obertures són distribuïdes de manera força ordenada, amb dues portes a la planta baixa, dos balcons al pis i dues finestres petites a les golfes. Al damunt de la porta més petita s'obre una finestra que conserva, com la porta gran, l'emmarcament de pedra. La façana és arrebossada i en la part alta emblanquinada.

## Història
Casa de titularitat municipal que forma part del centre històric d'Almacelles. Recentment s'han fet obres de restauració per part de l'Ajuntament, en un esforç per recuperar el patrimoni arquitectònic de la vila. Del seu interior s'està netejant i consolidant tot el parament de pedra i els arcs que formen part de l'estructura.